# 印度哲学
印度哲学已具有近三千年的历史，发展可分为三个基本时期：
- 古代时期（从公元前第一千年初到公元头几个世纪）、
- 中世纪时期（中世纪早期，10—12世纪和中世纪晚期，17—18世纪）、
- 近代（包括现代）。

在第一个时期，哲学思想逐渐从记录在人类最古老的文献吠陀裡的神话观念中分化出来。这一过程最集中地表现在《奧義書》的注释中。
印度哲學以梵、我、法、涅槃、解脫、宇宙為主。

## 研究書目
- 湯用彤：《印度哲學史略》（北京：中華書局，1988）。

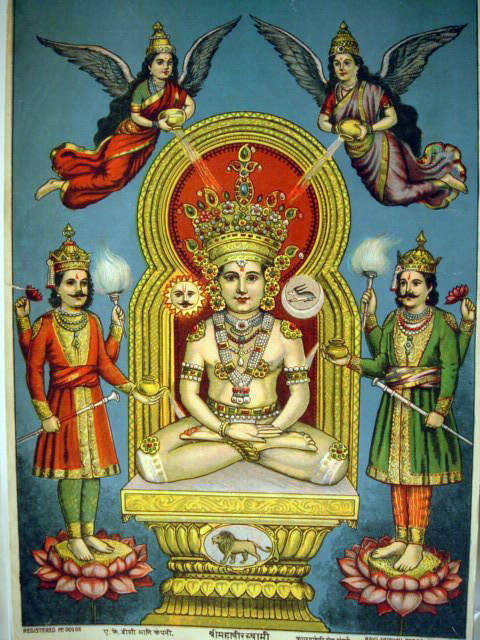
伐達摩那
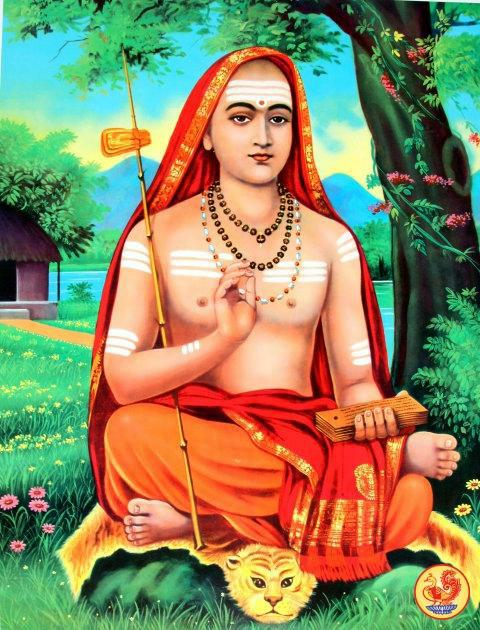
阿迪·商羯罗
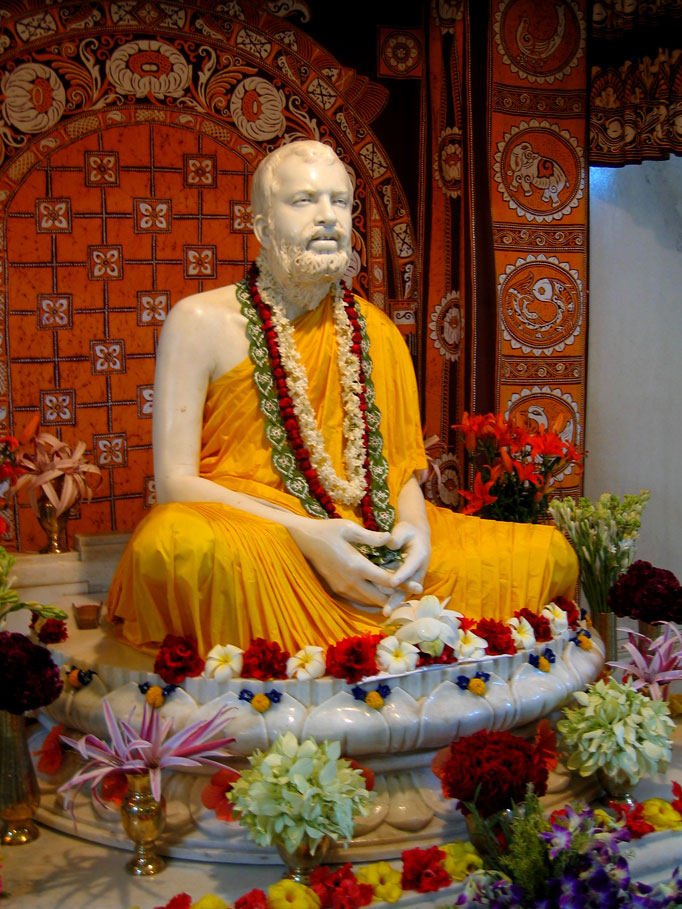
拉瑪克里斯納
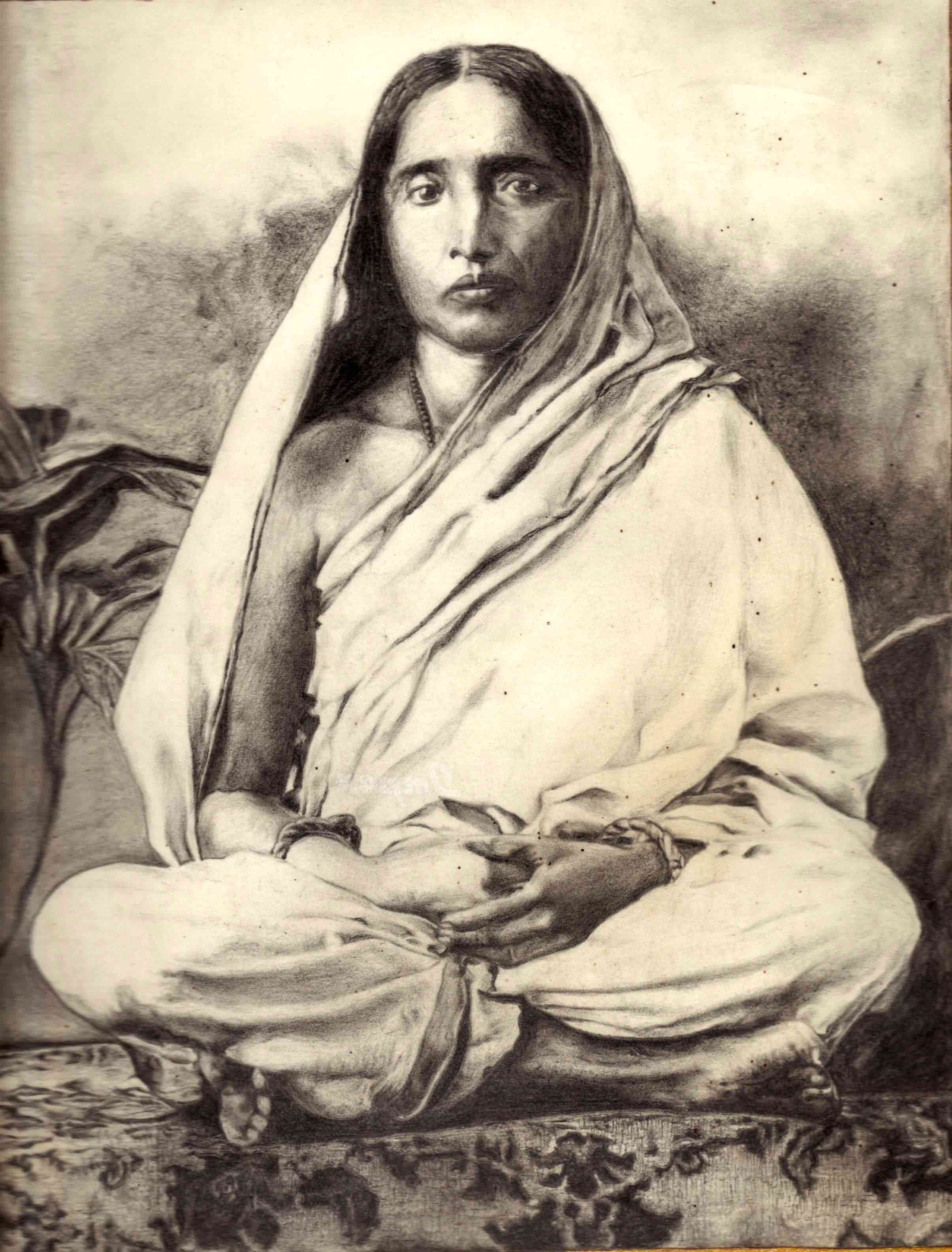
刹罗琴·提毗
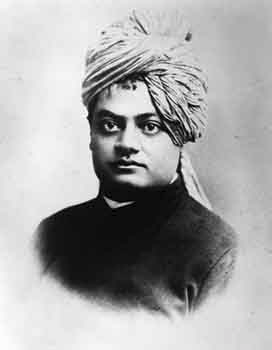
斯瓦米·維韋卡南達
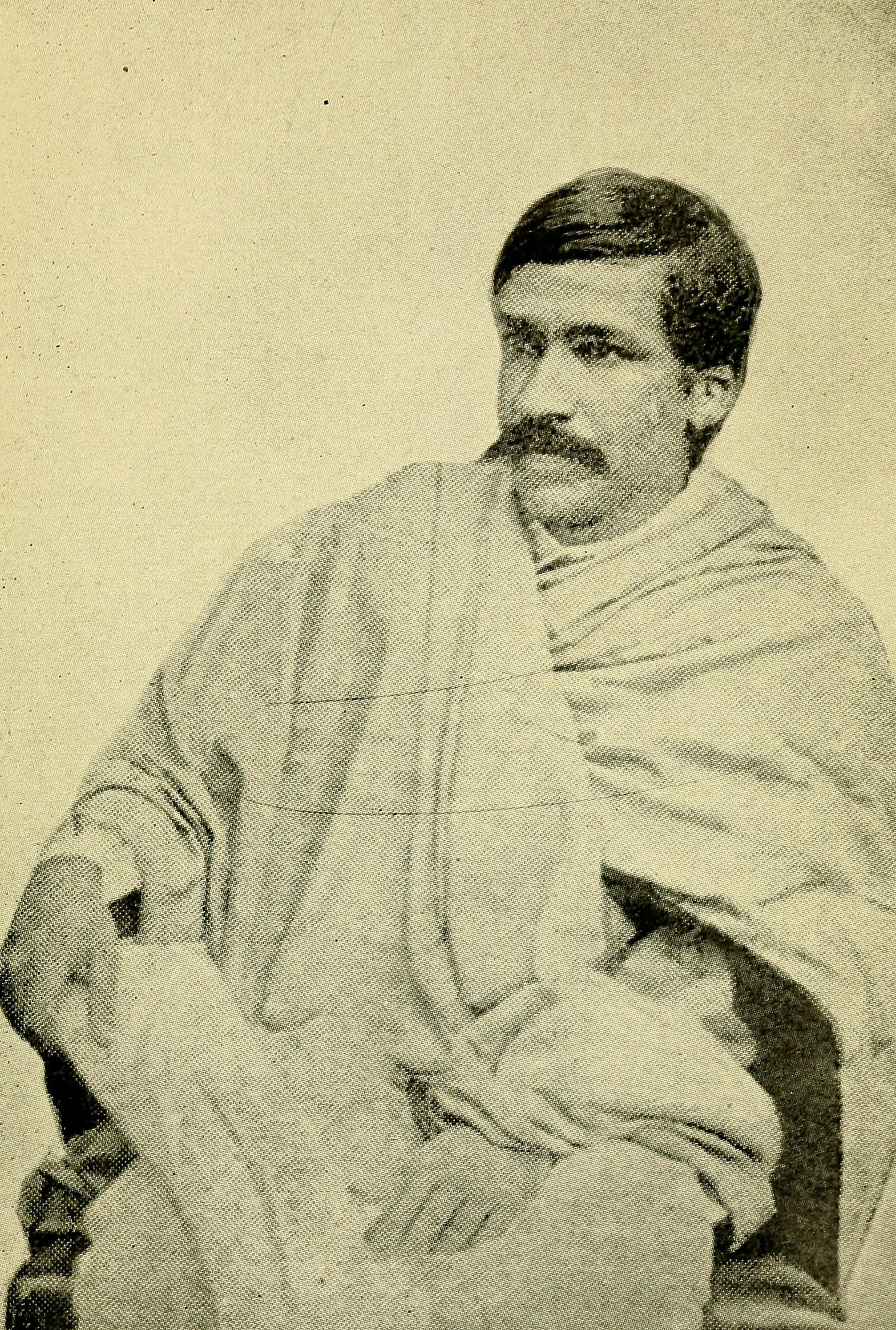
斯瑞·奧羅賓多
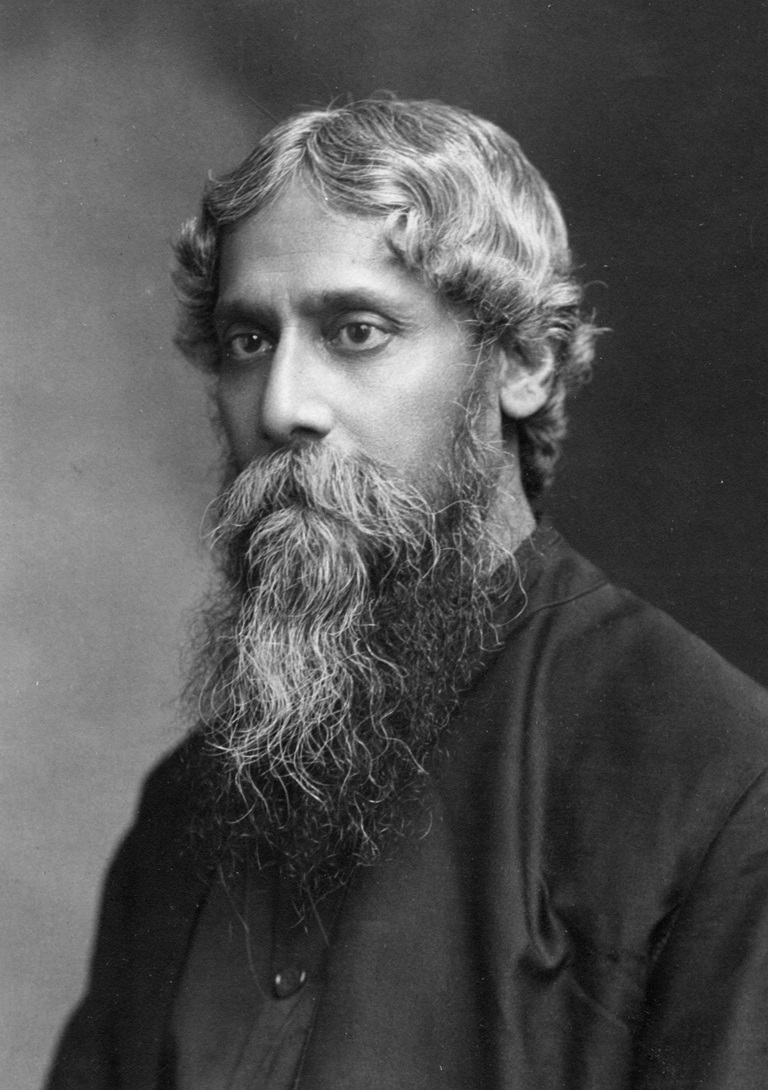
罗宾德拉纳特·泰戈尔
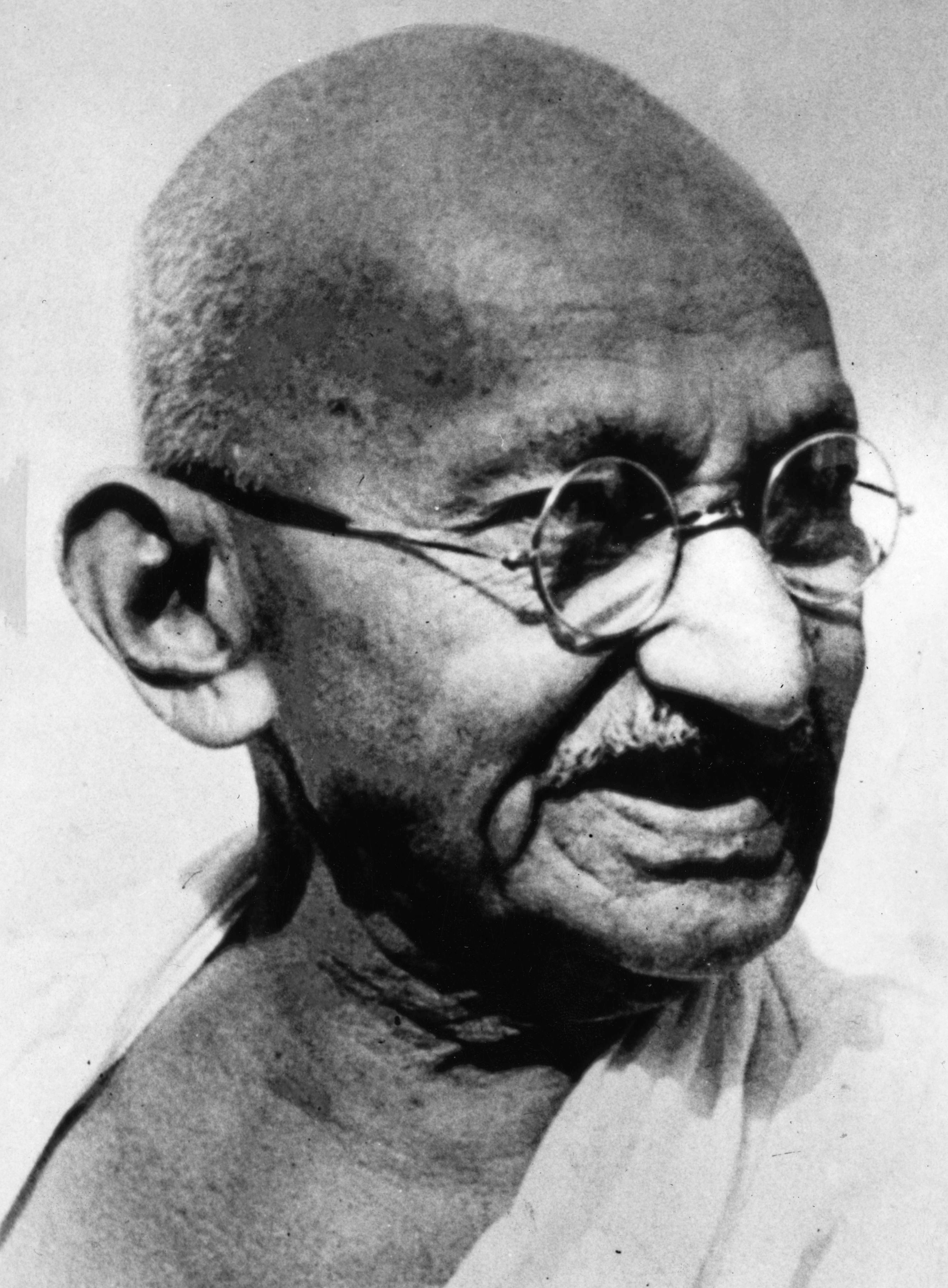
圣雄甘地
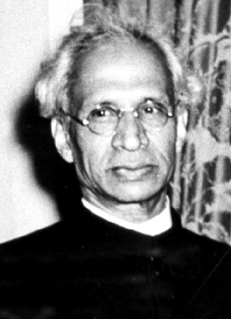
萨瓦帕利·拉达克里希南
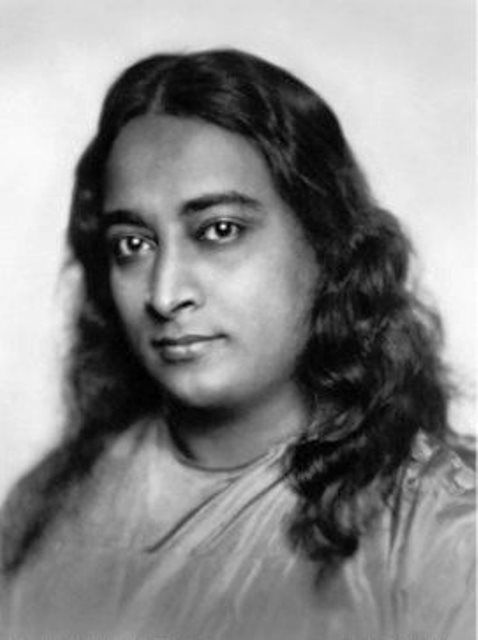
帕拉宏撒·尤迦南達
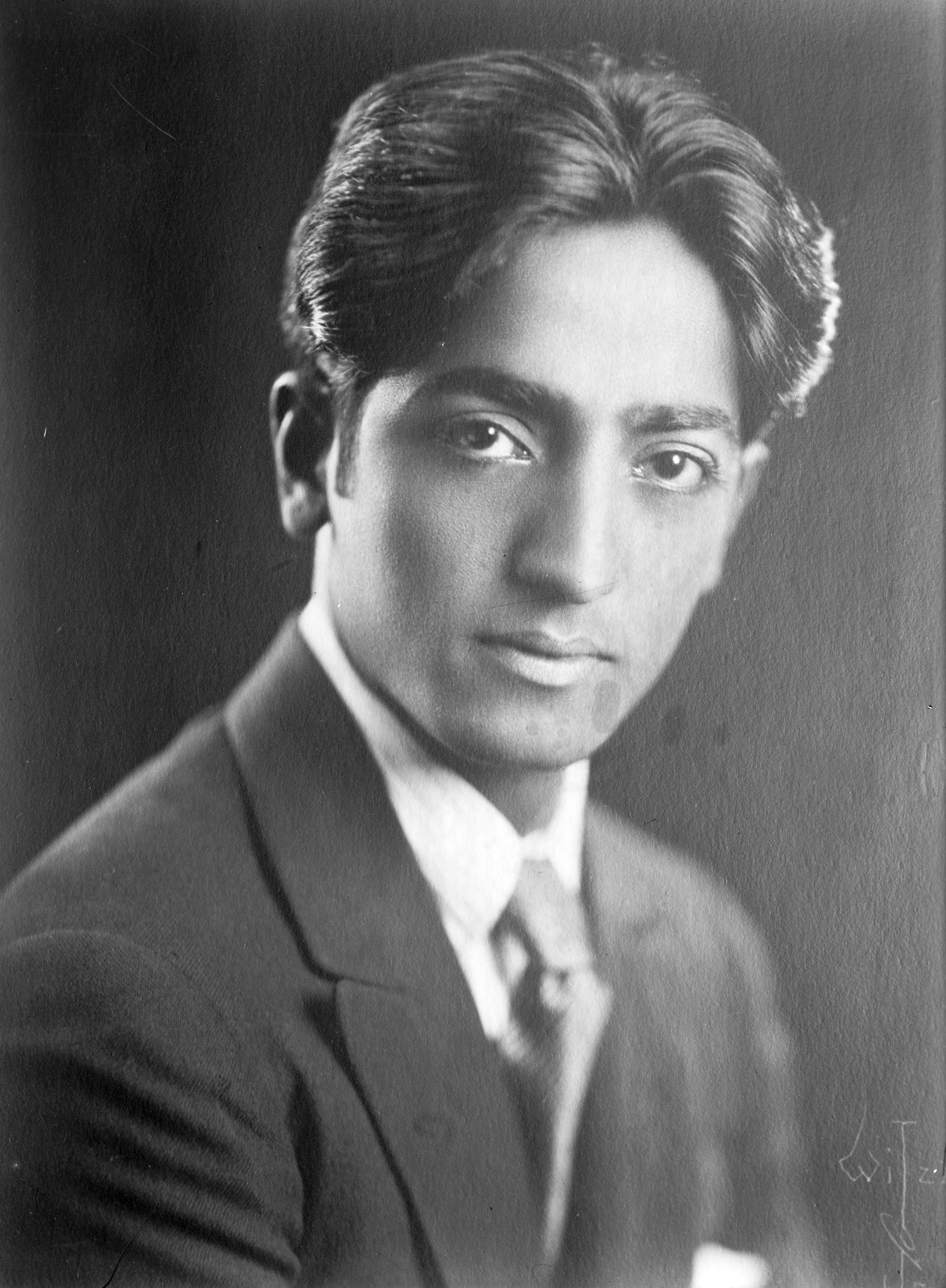
吉杜·克里希那穆提
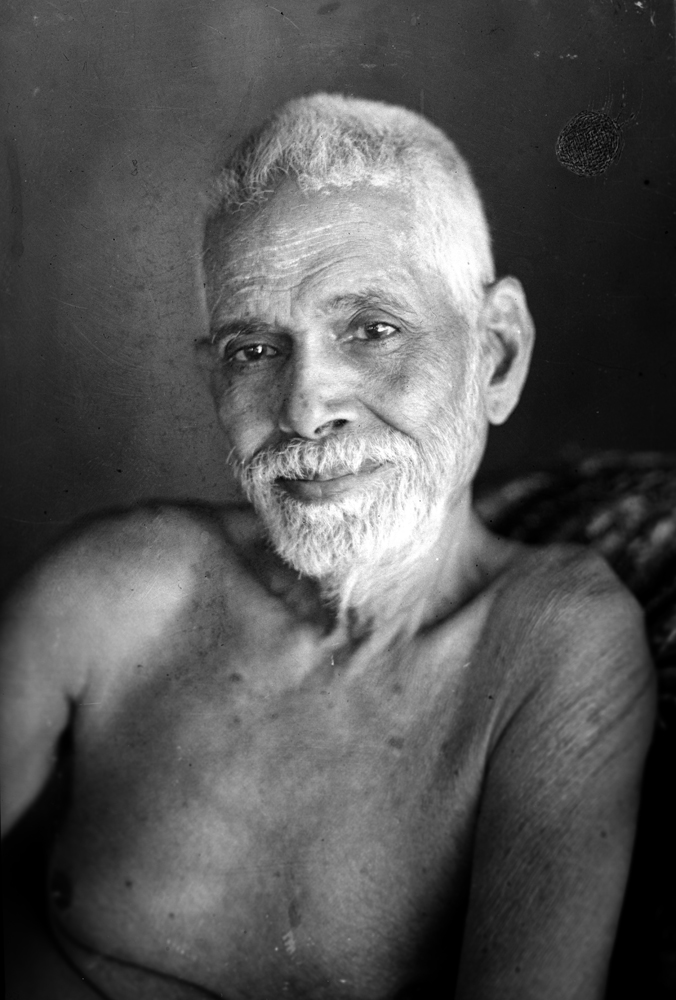
拉瑪那·馬哈希
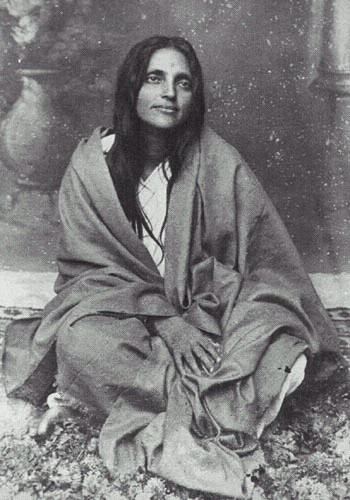
阿南達瑪依·瑪

## 參看
- 古印度六派哲学
- 印度宗教与哲学词汇列表
- 印度教哲學（英语：Hindu Philosophy）